# Récepteur nucléaire des oxystérols
Les récepteurs des oxystérols ou liver X receptors LXRβ et LXRα, sont des protéines de la superfamille des récepteurs nucléaires liant naturellement les oxystérols et régulant le métabolisme du cholestérol et des lipides dans l'organisme ainsi que la réponse inflammatoire au niveau des macrophages. Leur rôle dans le développement de l'athérosclérose a été directement démontré,.

## Structure
Il existe deux isoformes des récepteurs LXR, qui sont le LXRα et LXRβ, présentant 80 % d’homologie entre elles. La forme active et fonctionnelle du récepteur LXR est un hétérodimère formé par l'association de la protéine LXR et avec le Retinoid X receptor (récepteur des rétinoïdes ou RXR).

## Mécanisme d'action
Les récepteurs LXR sont des facteurs de transcription qui activent ou répriment l'expression de gènes cibles dans le noyau des cellules. 
Les oxystérols, qui sont des dérivés oxydés du cholestérol, sont les principaux ligands de LXR. Il existe également d’autres agonistes capables de lier LXR, tel le glucose. De plus, les acides gras insaturés, tel l’acide arachidonique peut agir comme antagoniste des récepteurs LXR[réf. nécessaire] et inhiber l’activation de gènes cibles.

## Fonctions
Les deux isoformes LXRα et LXRβ sont exprimées dans des tissus différents. LXRα est surtout exprimé dans le foie, les macrophages, l’intestin et le tissu adipeux, tandis que LXRβ est plus ubiquitaire.
Les fonctions des LXR sont différentes en fonction du tissu où ils sont exprimés. Toutefois, leur rôle général consiste en la régulation de l'homéostasie des lipides en général et du cholestérol en particulier.

### Dans le foie
Dans le foie, les LXR joueraient un rôle important dans le métabolisme des lipides, plus particulièrement du cholestérol. Un excès de stérols dans le foie, bien qu’habituellement régulé par la voie de novo et de métabolisme des stérols, cause la conversion des stérols en acides biliaires, ainsi qu’une inhibition de l’anabolisme du cholestérol dans le foie, par un mécanisme de rétroaction. Cette conversion des composés de stérols en acides biliaires est effectuée par une enzyme présente dans le foie : la 7α-hydroxylase. Par la suite, les acides biliaires sont transportés dans la lumière intestinale, où ils peuvent être éliminés.
Également, l'activation des récepteurs LXR présents dans les cellules hépatiques permettent la transcription du gène d'une glycoprotéine responsable de la clairance hépatique des lipoprotéines : l’apolipoprotéine E.  
Récemment, il a été rapporté que les LXR présent dans le foie seraient également liés au métabolisme du glucose dans le foie[réf. nécessaire]. En effet, lors d’un repas, la présence de glucose dans le sang permettrait d’activer les LXR dans la cellule et ainsi permettre la transcription des gènes codant dans le métabolisme du glucose en triglycérides.

### Dans les macrophages
Dans les macrophages, les LXR sont responsables, entre autres, du transport reverse du cholestérol. Les macrophages permettent d’activer le transport du cholestérol en excès des tissus périphériques vers le foie où ils sont transformés en acides biliaires. Ce transport est effectué par les pré-bHDL via l’apolipoprotéine A1 et le transporteur ABC A1, dont l'expression des gènes est régulée par les LXR. De plus, dans les macrophages, l’apolipoprotéine E permet de favoriser l’efflux du cholestérol stocké dans les macrophages vers le foie.
L'activation des récepteurs LXR dans les macrophages permettrait de diminuer la réponse inflammatoire due à l’athérosclérose en inhibant l’expression des gènes liés à l’inflammation, tel que les interleukines et la cyclo-oxygénase-2.

### Dans les adipocytes
Dans le tissu adipeux, les LXR sont responsables, avec d’autres récepteurs membranaires (SP-1, SREPB-1/ADD-1, PPAR, RXR, etc.) de la régulation transcriptionnelle du gène codant les lipoprotéines lipases (LPL) qui sont responsables de l’hydrolyse intravasculaire des triglycérides, ce qui permet leur stockage sous forme de triglycérides dans les tissus adipeux.
Le récepteur LXRα augmente également l’expression du transporteur du glucose GLUT4 présent dans la membrane plasmique des adipocytes. Ce transporteur permet le transport du glucose à l’intérieur de l’adipocyte et, par la suite, la conversion du glucose en triglycérides.

## Physiopathologie
Plusieurs pathologies sont liées à une diminution ou à une augmentation de l'expression des LXR dans l'organisme. Les LXR seraient impliqués dans les maladies cardiovasculaires, les hypercholestérolémies, les dyslipidémies, l'infarctus du myocarde, l'athérosclérose, l'obésité, l'inflammation et les maladies neurodégénératives.
De plus, de nouvelles recherches sur les LXR suggèreraient également qu’un dysfonctionnement des récepteurs LXR pourrait causer une insulinorésistance et le diabète de type 2.